# Monika Doppert
Monika Doppert (Berlín, Alemania; 1940). Ilustradora y escritora alemana. Estudió Pintura, Artes Gráficas y Educación Artística en las escuelas de Artes plásticas de Núremberg, Stuttgart y Munich. Vivió más de 15 años en Venezuela y desarrolló gran parte de su carrera en este país. Entre 1969 y 1973 dio clases de diseño e ilustración en el Instituto de diseño de la fundación Neuman. También se desempeñó como la primera directora de arte en Ediciones Ekaré.

## Estilo
Sus ilustraciones de carácter realista muestran la observación de los detalles, gestos y actitudes que definen a los personajes. Su representación de paisajes, luces y colores de los escenarios es minuciosa e intensa.
"Siempre he buscado no tener estilo. Si existe alguno, el mío es acercarme a la gente. Yo creo que todos los seres humanos tenemos cosas en común, es lo que me permite tener mi familia en El Cementerio, tengo mis ahijados. A mí me interesa lo que une a las diferentes culturas, para hacer libros infantiles este es un principio fundamental. El estilo es como el endurecimiento de la persona, muchas veces es la consecuencia de que te obligan a seguir una línea de trabajo. Cuando una cosa no me da sorpresas ya no la hago. Yo no necesito un carro de lujo, ni una gran nevera, así mantengo la libertad"

## Revista Tricolor
En 1976, ya instalada en Venezuela, asume el trabajo de directora de arte de la revista Tricolor. Fundada en 1942 por el cuentista venezolano Rafael Rivero Oramas. La revista Tricolor fue una publicación editada por el Ministerio de Educación para servir de apoyo docente en el aula. Con frecuencia publicaba textos de tradiciones, efemérides y juegos didácticos. A diferencia de los otros ilustradores que recurrían a representaciones fantásticas o personajes ficticios, Mónica Doppert abogaba por el uso de dibujos de modelo real.

## Libros publicados
- La calle es libre (1981, Ediciones Ekaré)
- Margarita (1980, Ediciones Ekaré)
- Ni era vaca, ni era caballo (1985, Ediciones Ekaré)

## Citas
Sobre la literatura infantil;
"Se dice que la buena literatura no tiene edad, hay libros para niños que cuando somos adultos tienen igual vigencia"
Sobre el libro ilustrado;
"El trabajo en un libro ilustrado tiene mucho que ver con el trabajo de teatro. Un libro ilustrado es la puesta en escena de un texto. Y el ilustrador reúne en su persona a todos los especialistas que colaboran en el montaje de la obra. Como director, entra en diálogo con el autor del texto. La puesta en escena es su interpretación, su respuesta personal al texto"